# 西點鎮區 (愛荷華州巴特勒縣)
西點鎮區（英語：West Point Township）是位於美國愛荷華州巴特勒縣的一個行政鎮區。

## 地方資料
根據2010年美國人口普查的數據，西點鎮區的面積為93.53平方千米，當中陸地面積為93.53平方千米，而水域面積為0.00平方千米。當地共有人口1474人，而人口密度為每平方千米15.76人。